# 水飴
水飴（みずあめ）とは、デンプンに対して、適切な酸または加水分解酵素を作用させる方法によって、糖化して作られた粘液状の甘味料である。デンプンを完全に加水分解すると全てグルコースになるものの、そこまでは分解せずに、中途半端に加水分解して製造する。このため水飴の主な成分は、水を除外すると、グルコース、マルトース、デキストリンの混合物である。なお、酵素糖化水飴や麦芽水飴の場合は、主成分はマルトースである。

## 製造

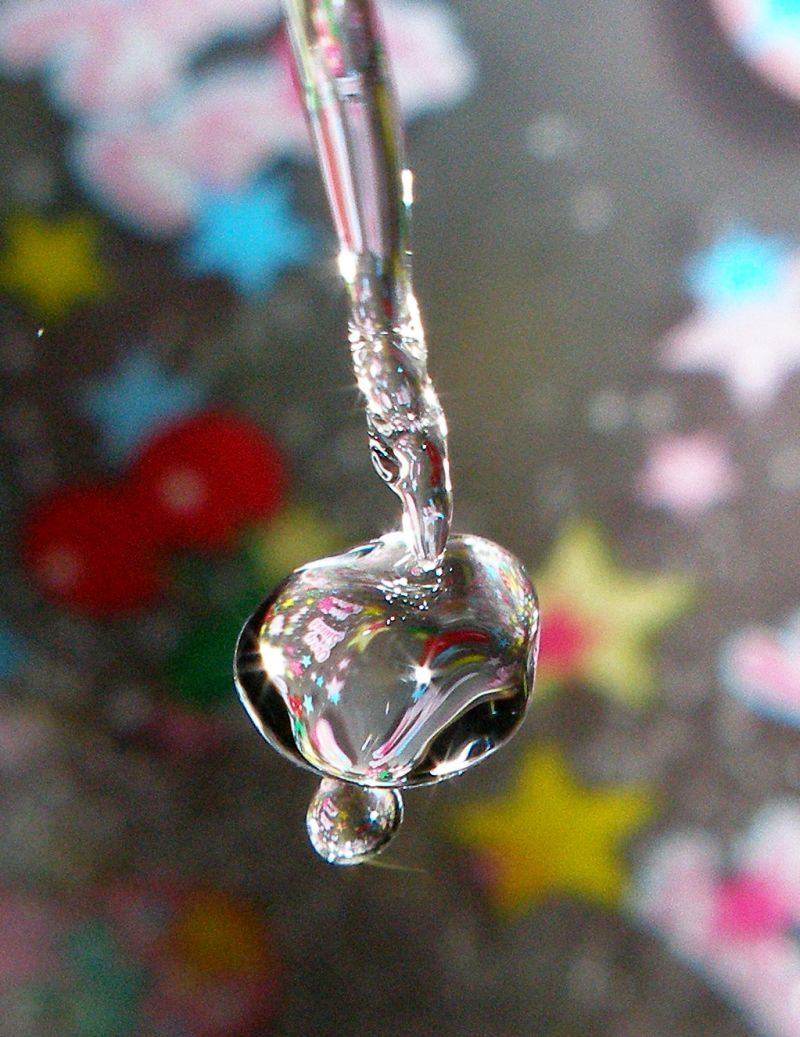
流動性を有した水飴。

### 伝統的な水飴の製法
古くは、玄米を発芽させ、発芽した玄米に含有されるデンプンの加水分解酵素、いわゆる「糖化酵素」を利用して、水飴は製造されていた。時代が下ると、発芽玄米よりも効率の良い麦芽が糖化酵素の供給源として利用されるようになり、麦芽水飴が製造されるようになった。麦芽水飴には原料に由来するミネラルなどがわずかに含まれるために、独特の風味を有し、飴色を呈する原因である。
伝統的な水飴の製法の起源については、諸説が存在する。例えば、酒造のために、デンプン質の食品を糖化した事が起源かもしれないという説が有る。この場合にも、さらに、練酒や白酒 (日本酒)ような物から採れた甘糀を、濾過して作った物が起源かもしれないという説も有れば、味醂のような物のエタノール分を煮詰めて揮発させた物が起源かもしれないという説も有る。ただし、水飴のような物は、有史以前より製造していたと考えられており、諸説有る中で、いずれの説が正しいかは定かでない。

### 酸糖化水飴の製法
その後、さらに、デンプンにシュウ酸を加えて、シュウ酸を作用させて加水分解を行って製造した酸糖化水飴が登場した。この水飴の製法を、酸糖化法と呼ぶ場合が有る。ただし、この製法で使用するシュウ酸を大量に摂取した場合には、尿路結石などの原因になるため、有害である。また、シュウ酸は酸味を有しており、水飴の味を変えてしまう。これらの理由で、シュウ酸を取り除く必要が有る。よって、炭酸カルシウムを添加してシュウ酸と反応させ、水に不溶なシュウ酸カルシウムとしてから、濾過してシュウ酸カルシウムを除去する方法により、シュウ酸を取り除く
。酸糖化水飴は、基本的に精製したデンプンを原料をするため、無色透明で、ほぼ水分と糖質しか含まない。

### 酵素糖化水飴の製法
また、デンプンを加水分解するための酵素を人工的に添加して製造した酵素糖化水飴も登場した。酵素糖化水飴は、グルコースの含有量が多く、甘味が強い。酵素糖化水飴は、基本的に精製したデンプンを原料をするため、無色透明で、ほぼ水分と糖質しか含まない。

## 食べ方・使用法
水飴は、そのままでも食べられる。日本では、1960年代頃まで盛んに行われていた街頭紙芝居には水飴が付き物で、子供たちが水飴を割り箸で攪拌して遊びながら食べていた。
それ以外に、調理材料としても利用される。日本では、砂糖が伝来する前には主要な甘味料として利用されていたが、今でも和菓子では甘味料の1つとして使われている。また、南部煎餅に水飴を挟んだ物である「飴せん」や、落雁などのように、主要な材料の1つとして、水飴も用いる例も存在する。
また、水飴自体は食品添加物ではないものの、まるで食品添加物のような使い方をする場合も有る。水飴には、砂糖の結晶化を阻害する性質が有るため、糖分濃度の高い食品に、水飴を添加すれば、滑らかな口当たりを、比較的長い時間にわたって保てる。他に、食品の保湿目的で使われる場合もある。また、和菓子の表面のつや出しや、照り焼きの表面の照り出しにも使われる。

## 生薬の膠飴
もち米を主原料として、麦芽汁に含有される糖化酵素を作用させて製造した麦芽水飴を、乾燥して粉末にした物が、ある種の漢方方剤に配合される生薬の1つの膠飴（こうい）である。したがって、その主要成分は、マルトースである。しかしながら、製法から明らかなように、マルトース以外の成分も含まれる。
膠飴が配合された漢方方剤としては、例えば、小建中湯や大建中湯が挙げられる。小建中湯や大建中湯の場合には、使用する生薬の重量の半分程度が、膠飴である。他に、黄耆建中湯など、様々な漢方方剤が存在する。
漢方方剤の場合には、膠飴単独で用いる事は基本的に無いものの、膠飴は、滋養強壮作用・健胃作用などを有するとされている。この膠飴単独の作用については、マルトースが腸内細菌叢に影響を与えるからではないかといった説も有る。

## 還元水飴について
還元水飴と呼ばれる物も存在するが、これは水飴を加工した糖アルコールを主成分とする甘味料である。